# Titraust
Titraust (lat. Tithraustes) je bio perzijski satrap grada Sarda početkom 4. stoljeća pr. Kr. S obzirom na nedostatak antičkih izvora, o njegovom životu zna se relativno malo. Titraust je 395. pr. Kr. poslan iz Suze da zamijeni Tisaferna, te da ga nakon preuzimanja vlasti pogubi. Nakon što je došao na mjesto satrapa Lidije i Karije, morao se suočiti s prijetnjom spartanske vojske koju je vodio Agesilaj II. Ipak, Titraust je izbjegao opasnost time što je nagovorio Spartance da ratuju sa sjevernom satrapijom Frigijom kojom je vladao Farnabaz II., te im je čak dao novčanu potporu. Prema Ksenofontu, Titraust je poslao Timokrata s Rodosa u Grčku da uz financijsku pomoć stvori savez protiv Sparte, no to se kronološki ne čini mogućim.

## Poveznice
- Artakserkso II.
- Tisafern

| Prethodnik:                    | Satrap Lidije (395. - 393. pr. Kr.) | Nasljednik:                   |
| Tisafern (401. - 395. pr. Kr.) | Satrap Lidije (395. - 393. pr. Kr.) | Tiribaz (393. - 392. pr. Kr.) |

## Vanjske poveznice
- Titraust (Ancientlibrary.com)
- Paul Cartledge: „Sparta i Lakonija“, str. 277.
- John V. A. Fine: „Antički Grci: Kritička povijest“ (The Ancient Greeks: A Critical History), izdavač: Harvard University Press (1983.)